# US Open de 1995
O US Open de 1995 foi um torneio de tênis disputado nas quadras duras do USTA Billie Jean King National Tennis Center, no Flushing Meadows-Corona Park, no distrito do Queens, em Nova York, nos Estados Unidos, entre 28 de agosto e 10 de setembro. Corresponde à 28ª edição da era aberta e à 115ª de todos os tempos.

## Finais

### Profissional
| Categoria | Evento    | Campeã(s)(o/ões)               | Vice-campeã(s)(o/ões)                 | Resultado          | Chave(s)  | Chave(s)       |
| --------- | --------- | ------------------------------ | ------------------------------------- | ------------------ | --------- | -------------- |
| Simples   | Masculino | Pete Sampras                   | Andre Agassi                          | 6–4, 6–3, 4–6, 7–5 | principal | qualificatório |
| Simples   | Feminino  | Steffi Graf                    | Monica Seles                          | 7–6, 0–6, 6–3      | principal | qualificatório |
| Duplas    | Masculino | Todd Woodbridge Mark Woodforde | Alex O'Brien Sandon Stolle            | 6–3, 6–3           | principal | principal      |
| Duplas    | Feminino  | Gigi Fernández Natasha Zvereva | Brenda Schultz-McCarthy Rennae Stubbs | 7–5, 6–3           | principal | principal      |
| Duplas    | Misto     | Meredith McGrath Matt Lucena   | Gigi Fernández Cyril Suk              | 6–4, 6–4           | principal | principal      |

### Juvenil
| Categoria | Evento    | Campeã(s)(o/ões)                 | Vice-campeã(s)(o/ões)            | Resultado     | Chave(s)  | Chave(s)       |
| --------- | --------- | -------------------------------- | -------------------------------- | ------------- | --------- | -------------- |
| Simples   | Masculino | Nicolas Kiefer                   | Ulrich Jasper Seetzen            | 6–3, 6–4      | principal | qualificatório |
| Simples   | Feminino  | Tara Snyder                      | Annabel Ellwood                  | 6–4, 4–6, 6–2 | principal | qualificatório |
| Duplas    | Masculino | Jong-Min Lee Jocelyn Robichaud   | Raemon Sluiter Peter Wessels     | 7–6, 6–2      | principal | principal      |
| Duplas    | Feminino  | Corina Morariu Ludmila Varmužová | Anna Kournikova Aleksandra Olsza | 6–3, 6–3      | principal | principal      |